# Éric Tourneret

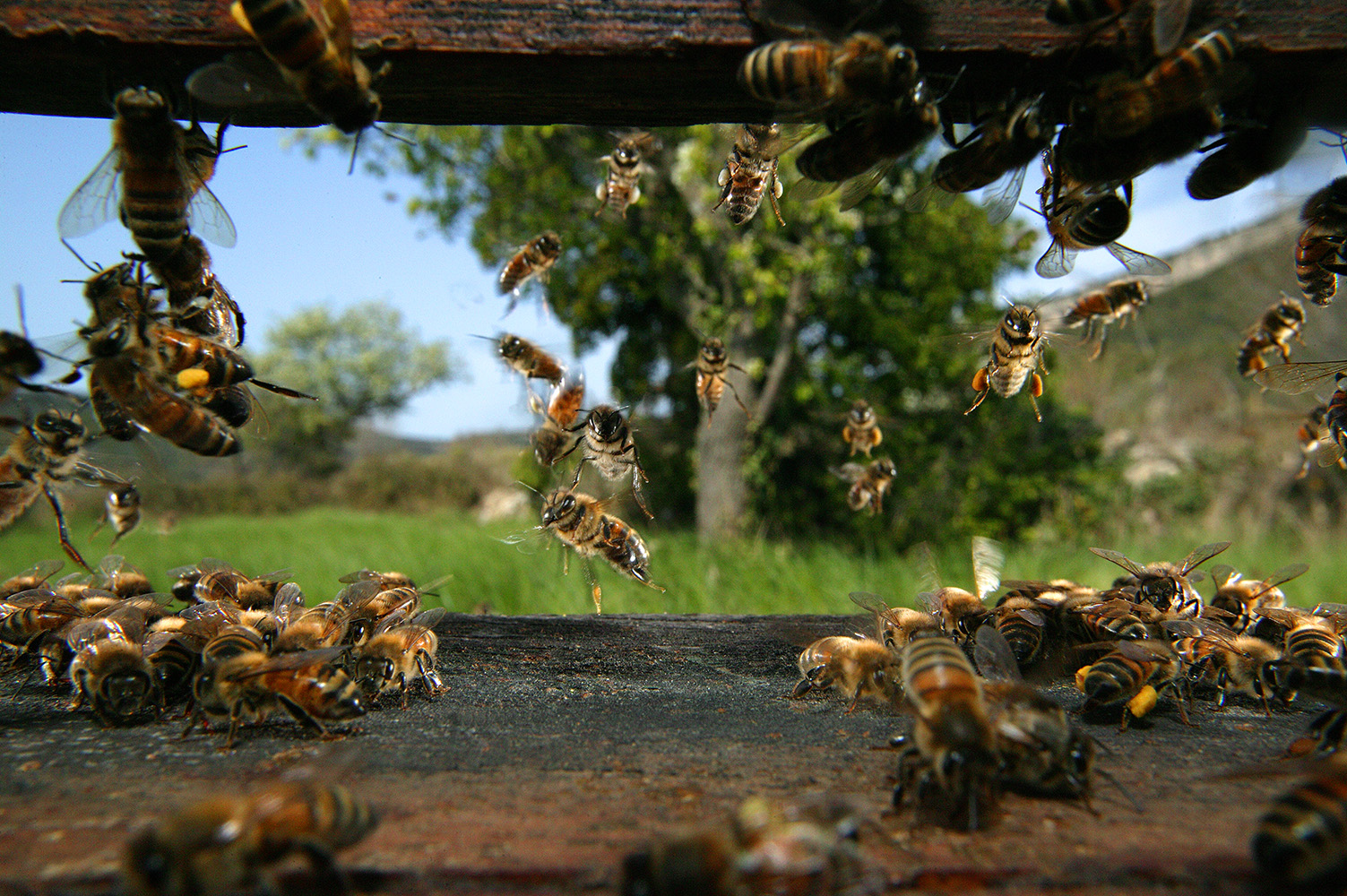
Vol des abeilles vu de la ruche

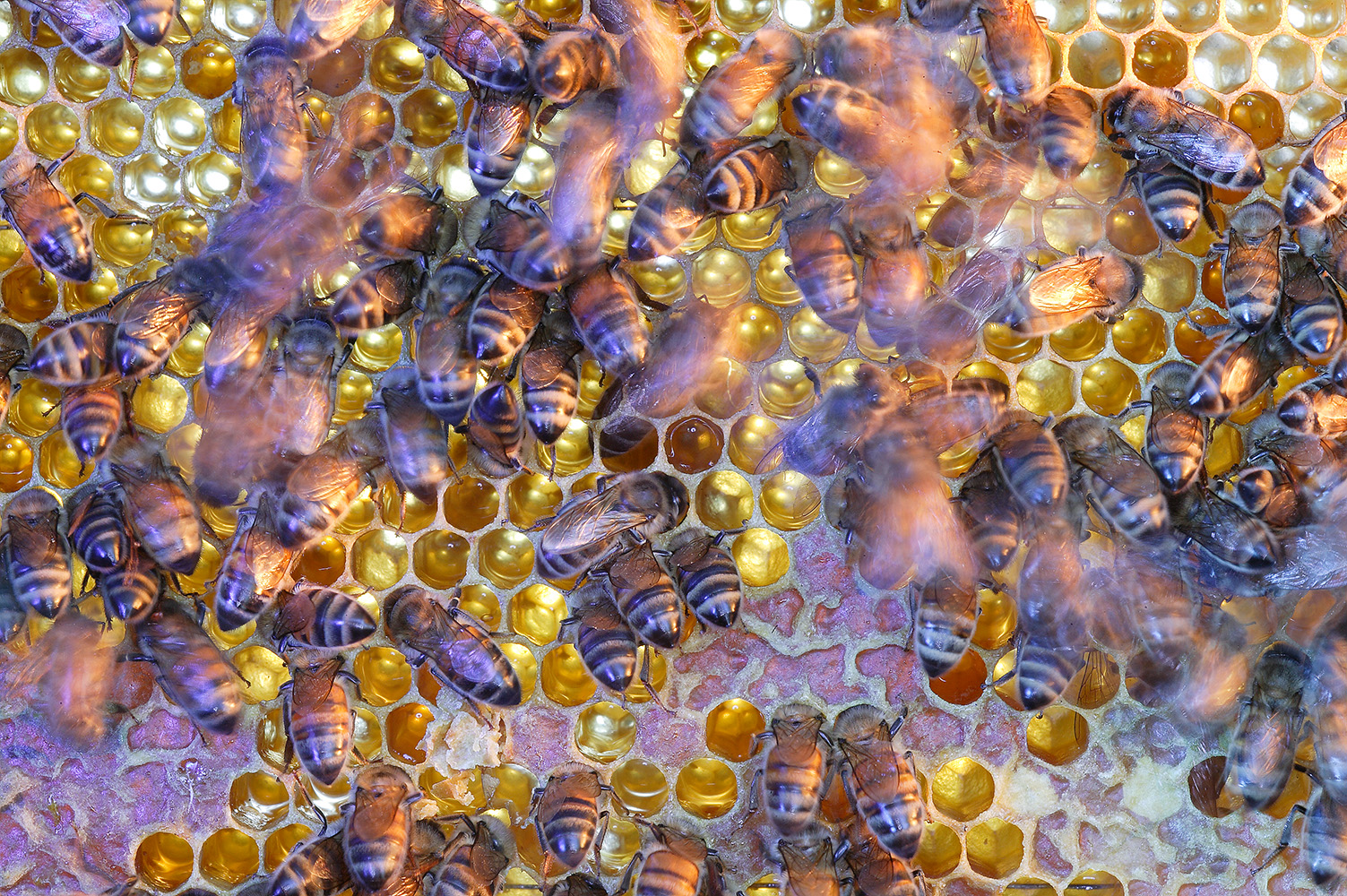

Éric Tourneret est un photographe français né le 18 août 1965 à Annecy. Photographe indépendant depuis 1989, il est connu pour ses travaux photographiques sur les abeilles. Il vit en Ardèche.

## Biographie
Éric Tourneret a commencé la photographie en 1989 dans l’univers des studios de prise de vue des photographes de mode, de publicité et de nature morte en travaillant parallèlement pour la presse magazine parisienne. Devenu photojournaliste, il propose des sujets magazines et parcourt le monde pour les réaliser. Son travail au Pakistan sur les "Travestis de l’Islam" est projeté en 1997 au Festival Visa pour l’image à Perpignan.
En 2004, Éric Tourneret commence un travail de fond sur les abeilles et l’apiculture en France. Il s’immerge pendant trois ans dans la vie de la ruche et de l’apiculture en France. Ses images d'abeilles sont remarquées. Elles sont rassemblées en 2007 dans un premier ouvrage Le peuple des abeilles et sont publiées dans la presse internationale.
En 2007, Éric Tourneret s’intéresse à la relation de l’homme aux abeilles dans le monde. Il produit une série de reportages au Népal, au Cameroun, en Russie, en Argentine, au Mexique, en Nouvelle-Zélande, aux USA, en Roumanie qui raconte le miel, de la cueillette la plus archaïque à l’apiculture industrielle et commerciale. Ce travail est édité en beau livre en 2009 sous le titre Cueilleurs de miel. Ses images font l’objet d’expositions dans des institutions, les festivals photographiques, les muséum d’histoire naturelle, les jardins botaniques.
En 2009, le photographe des abeilles, poursuit ses recherches sur les grandes traditions apicoles en Slovénie, en Allemagne, en Turquie ou dans des contrées moins documentées comme les pasteurs nomades de la vallée de l’Omo, en Éthiopie. À l'issue de ce travail, il publie un nouveau beau livre en 2015 intitulé Les Routes du Miel.
La même année il expose 80 photos pendant quatre mois sur les grilles du Jardin du Luxembourg au Sénat pendant la COP21 de Paris.
À la suite du succès commercial du livre Les Routes du miel, Éric Tourneret se plonge à nouveau au cœur de la ruche. Il travaille pendant deux ans en France et en Argentine, pour produire un nouvel ouvrage appelé Le Génie des Abeilles, paru en septembre 2017, qui a pour objectif de transmettre en image et en vidéo les dix dernières années de découvertes scientifiques sur les abeilles.

## Expositions
- Dijon, Musée Apidis du 1 mai 2024 au 1 novembre 2026.
- Ouessant, Phare du Stif du 1 avril 2024 au 4 novembre 2024[15]
- Londres, National Honey Show 26 octobre au 28 octobre 2023[16].
- Mayen, Allemagne, parc de la mairie, du 16 juin au 15 septembre 2022[17].
- Parc régional des monts d'Ardèche, du 16 juin 2020 au 30 octobre 2022[18]
- Le Havre, Museum d’histoire naturelle[19] ; « ABEILLES, une histoire naturelle du 6 avril 2019 au 05 janvier 2020.

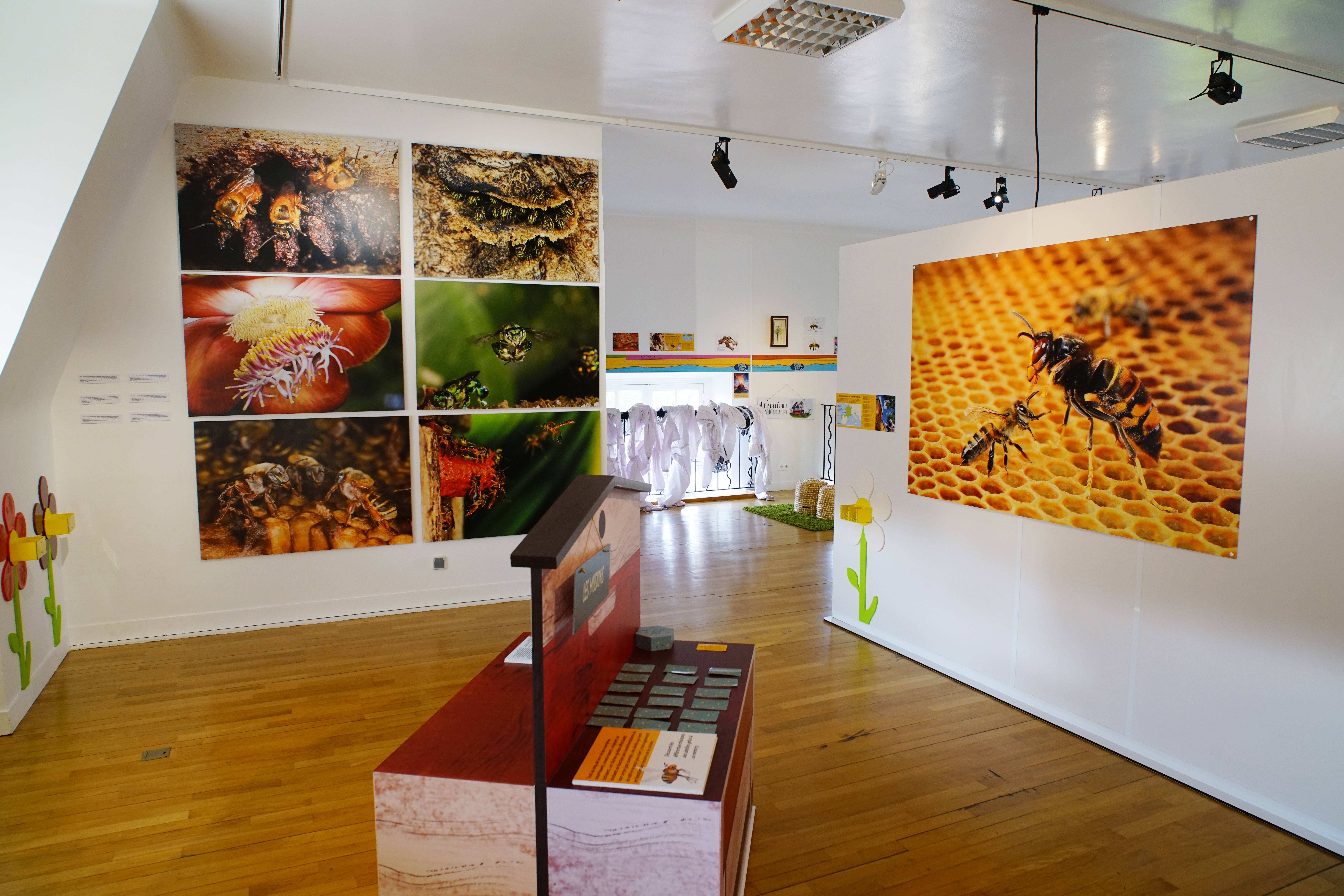

- Constance Stadtgarten Konstanz19 "Das Genie der honigbienen" du 13 avril au 26 mai 2019.
- Marseille, Grilles du Palais de la Bourse[20], du 10 avril au 14 mai 2018
- La Celle-Saint-Cloud[21], Salons de l'Hôtel de Ville, du 9 mars au 9 avril 2018
- Genève, Les Berges du Vessey, "L'abeille, miroir de l'Homme ?"[22] du 18 mai au 31 octobre 2017
- Bayonne, "Abeilles & Cie"[23] Plaine d'Ansot, du 27 mai 2017 au 10 septembre 2017
- Biot, Médiathèque de Biot "Les routes du Miel" du 29 avril au 20 juin 2017
- Frossay, Quai Vert[24], du 9 février au 28 juin 2017
- Constance, Bildungs Turm[25] "Die Straßen des Honigs" du 26 octobre au 7 décembre 2016
- Paris, Grilles du Jardin du Luxembourg[12] "Les Routes du Miel" du 19 septembre 2015 au 19 janvier 2016
- Roissy en France[26]du 16 mai 2014 au 01 juin 2015
- Reims, Parc en Champagne[27], du 21 juin au 2 novembre 2014.
- Genève, Palais des Nations de l'ONU[28] du 11 septembre 2013 au 20 septembre 2013
- Neuchâtel, Jardin Botanique de Neuchâtel du 11 mai au 30 septembre 2013
- Yangon Photo Festival 2012[29], (Birmanie) inaugurée par Aung San Suu Kyi.
- Chaumont sur Loire, Jardins de Chaumont sur Loire "La prairie des abeilles"[30] du 28 avril au 16 octobre 2011.
- Paris, Louis Vuitton Malletier[31], siège social du 1er avril au 30 avril 2011.
- Le Havre, Muséum d’Histoire Naturelle[8], 30 mars au 30 mai 2010.
- La Gacilly, Festival Photo Peuples et Nature de La Gacilly 2009[7], 5 juin au 30 septembre 2009.
- Paris, Orangerie du Sénat[6], jardin du Luxembourg du 16 au 24 septembre 2006.

## Publications
- Du côté de chez vous ! Des maisons pleines d'idées, 2002, 174 pages. Éditions Hoëbeke, avec Olivier Darmon.
- Du côté de chez vous ! : Des maisons à vivre, 2008, 176 pages, Éditions Hoëbeke, avec Olivier Darmon.
- Le Peuple des abeilles, 2007, 215 pages Éditions Rustica, préface de Hubert Reeves.
- Cueilleurs de miel, 2009, 223 pages, Éditions Rustica, avec Sylla de Saint Pierre.
- Ma ruche en ville, guide d'apiculture urbaine, 2011, 96 pages, Éditions Agrément, avec Nicolas Géant.
- Les Routes du miel, 2015, 356 pages, Hozhoni Editions, avec Sylla de Saint Pierre. Préface de Jean Claude Ameisen
- Le Génie des abeilles, 2017, 253 pages, Hozhoni Editions, avec Sylla de Saint Pierre et Jürgen Tautz.
Die Wege des Honigs, 2017, 354 pages, ULMER Verlag, avec Sylla de Saint Pierre.
- HONEY from the earth, 2018, 356 pages, Deep Snow Press, avec Sylla de Saint Pierre.
- Das Genie der Honigbienen, 2018, 253 pages, ULMER Verlag, avec Sylla de Saint Pierre et Jürgen Tautz.